# Туркменская диаспора
Туркменская диаспора представляет собой группу эмигрантов туркменского происхождения, проживающих в разных странах по всему миру. Как правило, её представителями являются беженцы из Туркменистана, недовольные политикой Сапармурата Ниязова и последующих президентов, но также ими могут являться и эмигранты из стран с компактным расселением туркменского народа (к примеру, Афганистана и Ирана), бежавшие из Средней Азии во времена экспансии Российской империи или установления советской власти, а также потомки племен, мигрировавших на Ближний Восток в Средние века. 

## Численность туркмен по странам
| Место | Страна      | Столица   | Основные места расселения диаспоры                                                                                          | численность | доп. информация                                                   |
| ----- | ----------- | --------- | --- | ----------- | ----------------------------------------------------------------- |
| 1     | Иран        | Тегеран   | Голестан, Хорасан-Резави, Северный Хорасан                                                                                  | 1 000 000   | Туркмены в Иране                                                  |
| 2     | Афганистан  | Кабул     | Бадгис, Балх, Фарьяб, Герат, Джаузджан                                                                                      | 1 000 000   | Туркмены в Афганистане                                            |
| 3     | Узбекистан  | Ташкент   | Сурхандарьинская область, Бухарская область                                                                                 | 400 000     | Туркмены в Узбекистане                                            |
| 4     | Пакистан    | Исламабад | Гилгит-Балтистан, Хайбер-Пахтунхва, Пенджаб, Белуджистан, Карачи                                                            | 60 000      | Туркмены в Пакистане                                              |
| 5     | Россия      | Москва    | Эдельбай, Атал, Фунтово-1, Фунтово-2, Яксатово                                                                              | 15 000      | Туркмены в России, Ставропольские туркмены, Астраханские туркмены |
| 6     | Таджикистан | Душанбе   | Дусти, Шаартуз, Джайхун, Кубодиён                                                                                           | 15 171      | Туркмены в Таджикистане                                           |
| 7     | США         | Вашингтон | Нью-Йорк, Нью-Джерси, Филадельфия, Сан-Антонио, Хьюстон, Сан-Франциско, Сан-Хосе, Лос-Анджелес, Вашингтон, Небраска, Чикаго | 5000        | Туркмены в США                                                    |
| 8     | Украина     | Киев      | Одесская область | 3709        | Туркмены на Украине                                               |
| 9     | Беларусь    | Минск     | | 5231        | Туркмены в Беларуси                                               |
| 10    | Казахстан   | Астана    | Мангышлак | 2234        | Туркмены в Казахстане                                             |